# 细锥香茶菜
细锥香茶菜（学名：Isodon coetsa）为唇形科香茶菜属下的一个种。俗名：野苏麻、六棱麻、地疳、癞克巴草、野坝子、异唇香茶菜、假细锥香茶菜、多花香茶菜、多穗香茶菜。